# Busenhausen

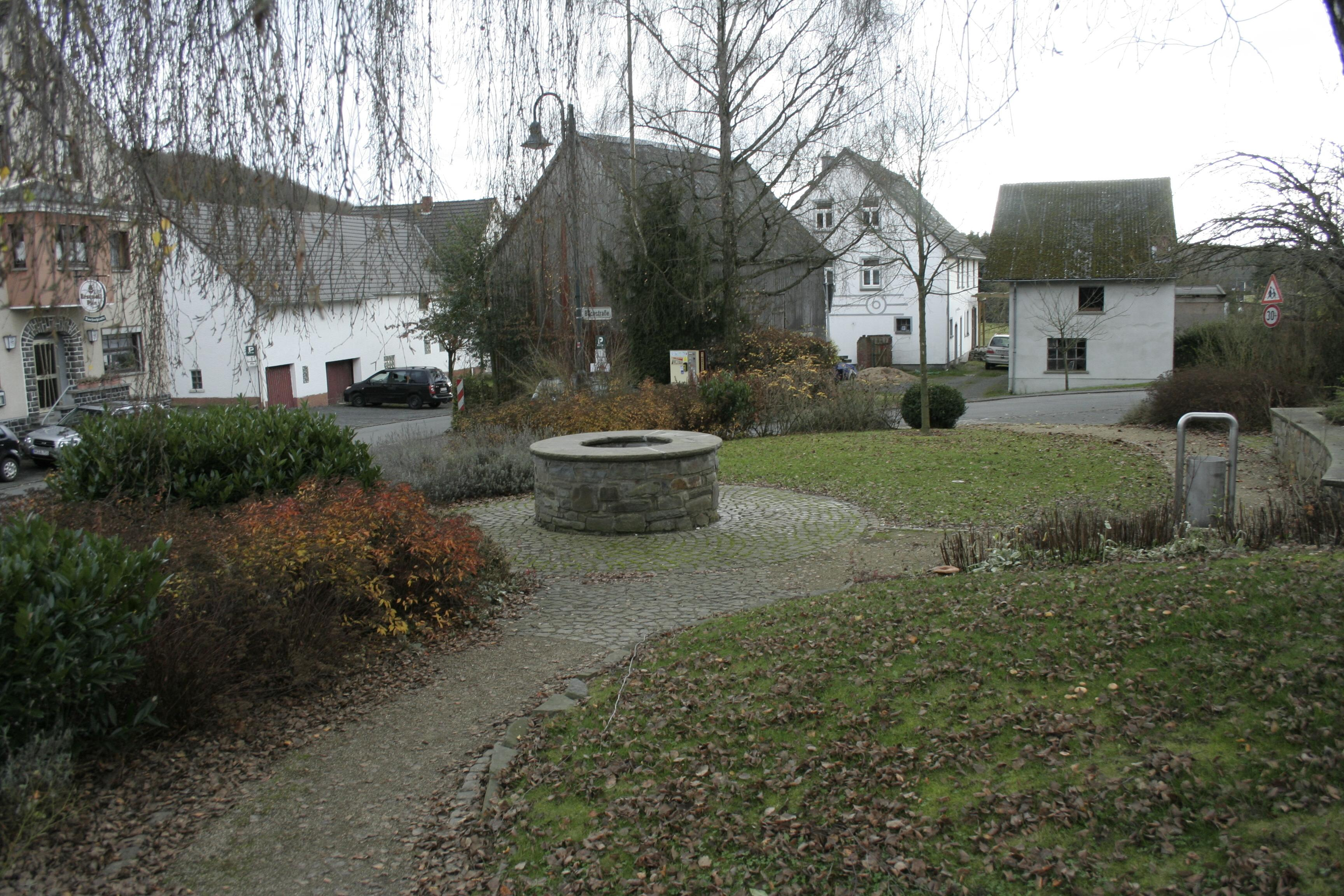
Brunnen auf dem Dorfplatz von Busenhausen

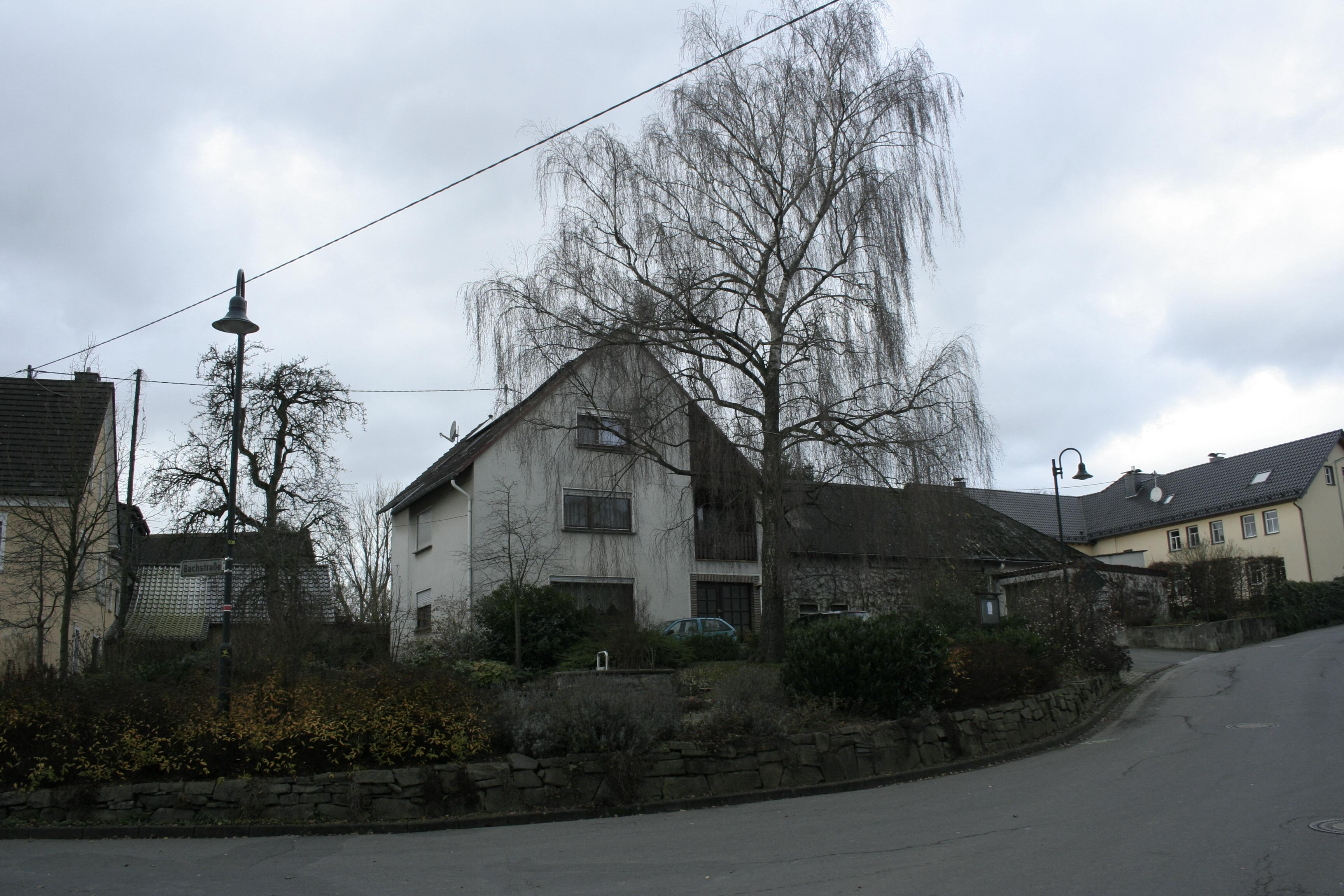
Ortsdurchfahrt K53 von Busenhausen

Busenhausen ist eine Ortsgemeinde im Landkreis Altenkirchen (Westerwald) in Rheinland-Pfalz. Sie gehört der Verbandsgemeinde Altenkirchen-Flammersfeld an.

## Geographie
Busenhausen ist eine landwirtschaftlich geprägte Gemeinde am Südhang des Beulskopfes mit einer Gemarkungsgröße von 302 ha, die sich in 82 ha Wald und 182 ha landwirtschaftlich genutzte Fläche aufteilt. Davon sind 72 ha Ackerland und 110 ha Grünland.

### Geographische Lage
Busenhausen liegt im nördlichen Westerwald und wird von drei Bächen – Heupelzerbach, Bornwieserbach und einem unbenannten Gewässer – durchflossen, die sich südlich des Ortes vereinen. Östlich von Busenhausen erstreckt sich ein bewaldeter Hang (die Hardt), an dessen Rand der Friedhof liegt. Busenhausen liegt an der Kreisstraße 53, die in Beul in die Landesstraße 267 mündet. Nachbarortschaften sind im Uhrzeigersinn: Hilgenroth, Obererbach, Bachenberg, Kettenhausen, Heupelzen und Beul.

### Gemeindegliederung
Busenhausen besteht aus zwei Ortsteilen : dem eigentlichen Busenhausen sowie dem zwei 'Kilometer nördlich gelegenen Beul, wobei nur die rechte, östliche Seite zu Busenhausen zählt, die linke, westliche gehört zur Gemarkung Heupelzen.

### Klima
Das Klima ist deutlich rauer als am Rhein oder im Rhein-Main-Gebiet, im Mittel etwa 3° kälter. Die Jahresdurchschnittstemperatur beträgt 7,9 °C, die Niederschläge liegen im Jahresmittel bei 930 mm.

## Geschichte
Die erste urkundliche Erwähnung findet sich um 1450 im Nekrolog der Abtei Marienstatt. Danach hatte Godart von Bosenhausen und seine Frau Mechel der Abtei „11 1/2 Albus“ gestiftet. Aus einer anderen Aufzeichnung geht hervor, dass Johann von Bosenhausen von 1464 bis 1478 Richter in Altenkirchen war.
Bis Mitte des 17. Jahrhunderts gehörte Busenhausen landesherrlich zur Grafschaft Sayn. Die Einwohner wurden nach der Einführung der Reformation in der Grafschaft Sayn erst lutherisch und später reformiert. Nach der Landesteilung der Grafschaft Sayn im 17. Jahrhundert zählte Busenhausen zur Grafschaft Sayn-Altenkirchen.
1662 hatte Busenhausen 15 „Räuche“, entsprechend 15 Häusern oder etwa 75 Bewohnern. Die in allen alten Häusern gebräuchlichen Hausnamen sind um 1800 bis 1830 entstanden.
Busenhausen war Schulstandort von 1855 bis 1973, auch für die umliegenden Gemeinden. Erstmals im Jahr 1855 wurde in Busenhausen eine Gaststätte erwähnt. Die erste Eigentümerin und wohl auch Gründerin war Karoline Bitzer, geborene Jungnitzius. Von ihr stammt der Hausname Kalins, der sich aus ihrem Vornamen Karoline durch Verschleifen entwickelt hatte.
1961 wurde ein Schulneubau errichtet, der heute als Kindergarten genutzt wird.

### Name
Einheimische sagen auf Westerwälder Platt „Bosen“, denn im 15. Jahrhundert nannte sich Busenhausen noch Bosenhausen. Der Spitzname für Busenhausen ist „BH“.
Der Name „Busenhausen“ hat im Laufe der Jahrhunderte viele Abwandlungen erfahren. 1624 wird in einer Urkunde von Bußenhausen und 1753 nur von „Bußen“ gesprochen. Über die Entstehung des Ortsnamens gibt es nur Vermutungen. Einer Abhandlung nach wird er auf den alten Personennamen „Bouso“ zurückgeführt, andere bringen ihn mit dem früher auf dem Beulskopf stark verbreiteten Buchsbaum („Busbaum“) in Verbindung. Kommt er aber von dem mit „Busen“ verwandten Wort „Baus“, so würde Busenhausen so viel wie „die vorstehenden Häuser“ bedeuten.
Die Dörfer mit der Endung „-hausen“ gehen auf die karolingische Zeit zurück und der Begriff deutet auf kleine Notbefestigungen hin, die etwa im 8. und 9. Jahrhundert durch planmäßige Besiedlung entstanden.
Nach einer weiteren Variante würde er von dem Adeligen Johann von Bosen stammen, der 1580 urkundlich erwähnt wurde.

### Demographie
Im Jahre 1787 hatte Busenhausen nur 22 Einwohner, 1840 war die Zahl bereits auf 131 angestiegen und 1919 waren es schon 316 Einwohner. In der Gemeinde Busenhausen/Beul wohnen heute 386 Menschen, davon etwa 276 in Busenhausen direkt, etwa 201 sind männlich, 179 weiblich, 219 ev., 91 rk., sie leben in 173 Haushalten, diese in 94 Häusern. In den letzten 20 Jahren stieg die Einwohnerzahl um 22 %, in den Jahren 2002 und 2003 wurden 8 Kinder geboren, bis 4/2005 schon 2. Die Bewohner von Busenhausen sind auch heute überwiegend evangelisch, während die von Beul meist katholisch sind.
Bevölkerungsentwicklung
Die Entwicklung der Einwohnerzahl von Busenhausen, die Werte von 1871 bis 1987 beruhen auf Volkszählungen:
| Jahr | Einwohner |
| 1815 | 120       |
| 1835 | 131       |
| 1871 | 183       |
| 1905 | 284       |
| 1939 | 292       |
| 1950 | 321       |

| Jahr | Einwohner |
| 1961 | 289       |
| 1970 | 302       |
| 1987 | 315       |
| 1997 | 371       |
| 2005 | 361       |
| 2023 | 349       |

## Politik

### Gemeinderat
Der Gemeinderat in Busenhausen besteht aus acht Ratsmitgliedern, die bei der Kommunalwahl am 9. Juni 2024 in einer Mehrheitswahl gewählt wurden, und – wenn wieder gewählt – dem ehrenamtlichen Ortsbürgermeister als Vorsitzendem. Bis 2009 gehörten dem Gemeinderat zwölf Mitglieder an.

### Bürgermeister
Die Stelle des Ortsbürgermeisters von Busenhausen ist vakant. Da bei der Direktwahl am 9. Juni 2024 kein Wahlvorschlag eingereicht wurde, obliegt die Neuwahl des Bürgermeisters gemäß rheinland-pfälzischer Gemeindeordnung dem Rat. Dieser konnte aber bisher keinen Kandidaten finden. Die Amtsgeschäfte werden von den Beigeordneten wahrgenommen.
Wolfgang Eichelhardt war von 2019 bis 2024 Ortsbürgermeister. Seine Vorgängerin war Erika Hüsch, die das Amt 15 Jahre ausgeübt hatte.

## Kultur und Sehenswürdigkeiten

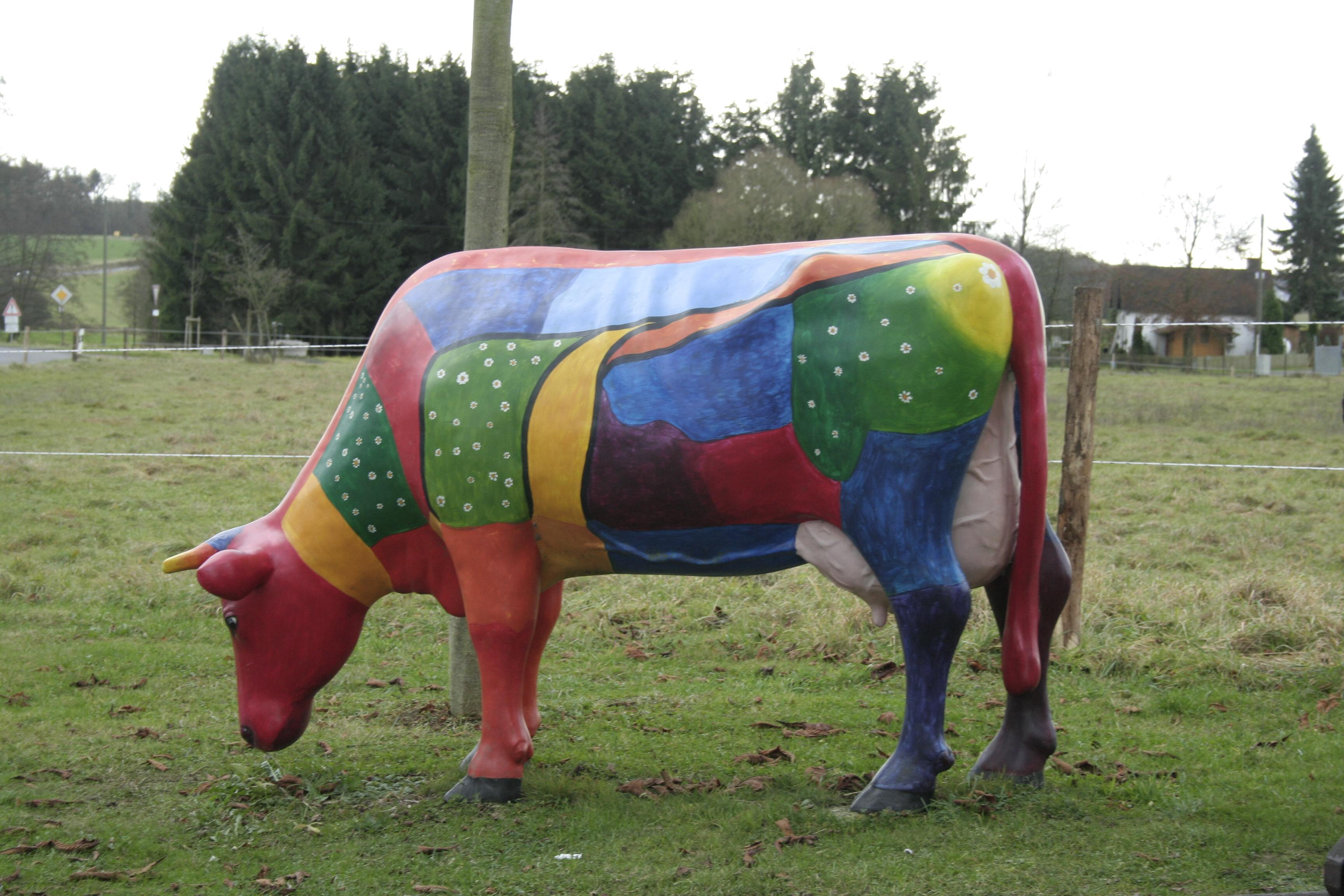
„Bunte Kuh“ am Ortsausgang von Busenhausen

### Vereine
- Die Chorgemeinschaft Busenhausen-Kettenhausen richtet alle fünf Jahre ein Sängerfest aus
- Die Singgemeinschaft Busenhausen initiierte die Aufnahme des Busenhausen-Liedes als örtlicher Hymne.
- Gitarrengruppe
- Der MGV Beul-Heupelzen von 1900 spendete 2007 Einnahmen und Sammelerlöse für die Unterstützung hilfsbedürftiger Kinder auf den Philippinen
- Vorsitzende der LandFrauen Busenhausen ist die ehemalige Ortsbürgermeisterin Erika Hüsch.
- Der Kirchenchor Cäcillia Beul wurde 1950 anlässlich der Fertigstellung der Kapelle „St. Aloysius“ in Beul gegründet

### Veranstaltungen
- Maifeier
- Gedenken der Gefallenen beider Weltkriege am Ehrenmal – Totensonntag

## Wirtschaft und Infrastruktur

### Landwirtschaft
Es besteht ein landwirtschaftlicher Betrieb im Vollerwerb, der überwiegend Rinderhaltung und Milchwirtschaft betreibt. Er betreibt eine Biogasanlage mit Blockheizkraftwerk. Ein Drehstromgenerator speist überzählige Strommengen in das allgemeine Stromnetz. Als Energiequelle dienen die betriebseigene Rindergülle sowie ausschließlich selbst erzeugte nachwachsende Rohstoffe (Gras und Mais). Zusammen mit einem weiteren Familienvollerwerbsbetrieb und vier Nebenerwerbslandwirten werden etwa 58 Prozent der Gemeindefläche landwirtschaftlich genutzt. Ein Pferdehof bietet therapeutisches Reiten an.

### Windkraftanlagen
Die Verbandsgemeinde Altenkirchen, heute Verbandsgemeinde Altenkirchen-Flammersfeld, plant die Fortschreibung des Flächennutzungsplanes zur Ausweisung von Flächen für Windenergieanlagen, die zum größten Teil in der Gemarkung Busenhausen liegt. Seitens der Ortsgemeinde Busenhausen, der Waldinteressentenschaft und weiterer Bürger werden Anregungen und Bedenken gegen die Ausweisung vorgebracht.

### Infrastruktur
Busenhausen verfügt über einen Dorfplatz und drei kleine Plätze mit Ruhebänken innerhalb der Ortslage, eine Weiheranlage und einen Friedhof mit Totenhalle. Ein Ehrenmal für die Gefallenen der Weltkriege wird gemeinsam mit den Nachbargemeinden gepflegt und unterhalten.
In Busenhausen befindet sich ein Kindergarten der Verbandsgemeinde mit drei Gruppen. Ein Außenspielgelände wurde unter Mithilfe der Eltern neu gestaltet, das Waldspielgelände wurde von der Waldinteressentenschaft zur Verfügung gestellt. Darüber hinaus existiert in Busenhausen seit August 2005 eine Einrichtung der Evangelischen Jugendhilfe in Trägerschaft des von Eva von Tiele-Winckler gegründeten Friedenshortes.
Die Waldinteressentenschaft besitzt gemeinschaftlich 72,5 ha Wald in 17,5 Anteilen, mehrere kleinere Gewerbe-, Handels- und Handwerksbetriebe, darunter eine Hufbeschlagschmiede, bieten eine örtliche Grundversorgung.
Insgesamt bestehen in der Gemeinde etwa 30 Arbeitsplätze. Darüber hinaus bietet die Landwirtschaft einigen Lohnunternehmen Saisonarbeit.

### Dorferneuerung
Im Rahmen eines 1992 verabschiedeten Dorferneuerungskonzept, begleitet durch ein Flurbereinigungsverfahren, hat die Entwicklung der Ortschaft in den vergangenen 15 Jahren einen geordneten und Erhaltenswertes würdigenden Verlauf genommen. Das Konzept, das in breiter Beteiligung der Bürger erarbeitet wurde, soll den Bewohnern ihr Dorf langfristig als lebenswert erhalten. Die Gemeinde beteiligt sich mit privaten Bauten am Wettbewerb „Vorbildlich renovierte ortsbildprägende Bauten im ländlichen Raum“ und „Vorbildliches neues Bauen im ländlichen Raum“. Im März 2007 wurde Busenhausen als Schwerpunktgemeinde im Bereich der Dorferneuerung durch das Land Rheinland-Pfalz anerkannt.
Im Jahre 2003 hat Busenhausen im Wettbewerb Unser Dorf soll schöner werden – Unser Dorf hat Zukunft drei Preise gewonnen: 1. Platz im Landkreis Altenkirchen (Sonderklasse). 2. Platz im Bezirk Koblenz, eine Bronzemedaille in Rheinland-Pfalz. Im Jahr 2000 erzielte Busenhausen den 5. Platz in der Hauptklasse auf Kreisebene. Dies geht teilweise darauf zurück, dass im Dorferneuerungskonzept gemachte Vorschläge bereits umgesetzt wurden.

### Verkehr
Die Entfernung zum Mittelzentrum Altenkirchen beträgt 4 km. Die Verkehrsanbindung erfolgt mittels Individualverkehr, dreimal täglich ist öffentlicher Nahverkehr per Linienbus möglich.